# Municipio de Pettis (condado de Platte)
El municipio de Pettis (en inglés: Pettis Township) es un municipio ubicado en el condado de Platte en el estado estadounidense de Misuri. En el año 2010 tenía una población de 4558 habitantes y una densidad poblacional de 254,65 personas por km².

## Geografía
El municipio de Pettis se encuentra ubicado en las coordenadas 39°10′20″N 94°37′57″O / 39.17222, -94.63250. Según la Oficina del Censo de los Estados Unidos, el municipio tiene una superficie total de 17.9 km², de la cual 17.18 km² corresponden a tierra firme y (3.99%) 0.71 km² es agua.

## Demografía
Según el censo de 2010, había 4558 personas residiendo en el municipio de Pettis. La densidad de población era de 254,65 hab./km². De los 4558 habitantes, el municipio de Pettis estaba compuesto por el 82.25% blancos, el 7.92% eran afroamericanos, el 0.92% eran amerindios, el 2.48% eran asiáticos, el 0.59% eran isleños del Pacífico, el 2.68% eran de otras razas y el 3.16% pertenecían a dos o más razas. Del total de la población el 7.74% eran hispanos o latinos de cualquier raza.